# Qt Extended
Qt Extended (ehemals Qtopia bzw. Qt Palmtop Environment) ist eine von dem norwegischen Softwareunternehmen Trolltech entwickelte Anwendungplattform für Linux-basierte PDAs, Tabletcomputer und Mobiltelefone. Am 3. März 2009 wurde die Entwicklung eingestellt.
Qt Extended war sowohl unter den Bedingungen der GPL als auch unter einer proprietären Lizenz erhältlich (Duales Lizenzsystem). Es verwendet nicht einen sonst unter Linux üblichen X-Server, sondern schreibt direkt in den Linux-Framebuffer. Qt Extended wird z. B. auf Geräten wie dem Greenphone von Trolltech, dem Zaurus von Sharp und Archos PMA400 (PMA430) verwendet. Es wird auch eine Variante für das Openmoko Neo 1973 und das Openmoko Neo FreeRunner angeboten.
In Zukunft werden die Funktionen von Qt Extended, unter dem Namen Qt Mobility, durch APIs der Qt-Bibliothek zur Verfügung gestellt.
Ein auf die letzte Version von Qt Extended zurückgehendes, von der Openmoko-Community unterstütztes Open-Source-Projekt ist Qt Extended Improved, auch als QtMoko bekannt.